# هریکناز
هریکناز (به لاتین: Heriknaz) یک منطقه مسکونی در جمهوری آذربایجان است که در شهرستان گدابیگ واقع شده است. هریکناز ۳۱۱ نفر جمعیت دارد.